# Cavendishia atroviolacea
Cavendishia atroviolacea är en ljungväxtart som beskrevs av J.L. Luteyn. Cavendishia atroviolacea ingår i släktet Cavendishia och familjen ljungväxter. Utöver nominatformen finns också underarten C. a. folsomii.